# Hari Vukas
Hari Vukas (Spalato, 6 ottobre 1972) è un allenatore di calcio ed ex calciatore croato, di ruolo attaccante, vice allenatore del Kayserispor.

## Carriera

### Giocatore
Cresciuto in patria nell'Hajduk Spalato con il quale esordì in prima squadra il 21 ottobre 1990 nella partita di campionato contro l'Osijek. 
Dopo l'avventura nei Bili giocò in diverse squadre croate tra cui nel Segesta che trascinò in finale di Coppa Intertoto segnando una tripletta nella semifinale di andata contro l'Örebro e la reta decisiva per il passaggio del turno nella partita di ritorno. Successivamente passò nella belga Charleroi per infine chiudere la carriere calcistica nel Domžale in Slovenia. Concluse la carriera agonistica a soli 31 anni dopo che gli fu diagnosticata un'anomalia al cuore.

### Allenatore
Da allenatore ha legato la maggior parte della sua carriera con Igor Tudor, come vice di quest'ultimo.
In seguito al passaggio di Igor Tudor alla Juventus come vice di Pirlo, l'8 settembre 2020 viene ufficializzato come allenatore dell'Hajduk Spalato.
Il 4 novembre dello stesso anno, dopo due sconfitte consecutive con Sebenico e Istria 1961 (in quel momento ultime in classifica), viene esonerato dal neo presidente Lukša Jakobušić. Nel giugno 2021 viene ufficializzato sulla panchina del Dugopolje. Il 29 dicembre seguente rescinde consensualmente il contratto che lo legava ai Dugopoljci.
Il 29 giugno 2022 sostituisce Tomislav Rukavina alla guida della Croazia U-17. Solo pochi giorni dopo, precisamente l'11 luglio seguente, abbandona la guida della Croazia U-17 per affiancare Igor Tudor sulla panchina dell'Olympique Marsiglia.

## Palmarès

### Giocatore
- Campionato croato: 1

Hajduk Spalato: 1992